# Čtvrtě (Počítky)
Čtvrtě jsou osada v okrese Žďár nad Sázavou v kraji Vysočina. Jde o místní část obce Počítky. Čtvrtě se nacházejí asi 6,3 km severovýchodně od Žďáru nad Sázavou.
V osadě je registrováno šest čísel popisných. Dělí se na dvě části – menší (jihozápadní) část s čp. 59 a větší (severovýchodní) část s čp. 49, 50, 51, 60 a 64. Nachází se zde kříž a bezejmenný rybník, jihozápadně od osady ústí bezejmenný potok do Lemperského potoka, který je levostranným přítokem Stržského potoka. Zpevněnou silnicí, která ve Čtvrtích končí, je osada spojena se silnicí II/353, která umožňuje přímé spojení s Počítkami a Skleným.

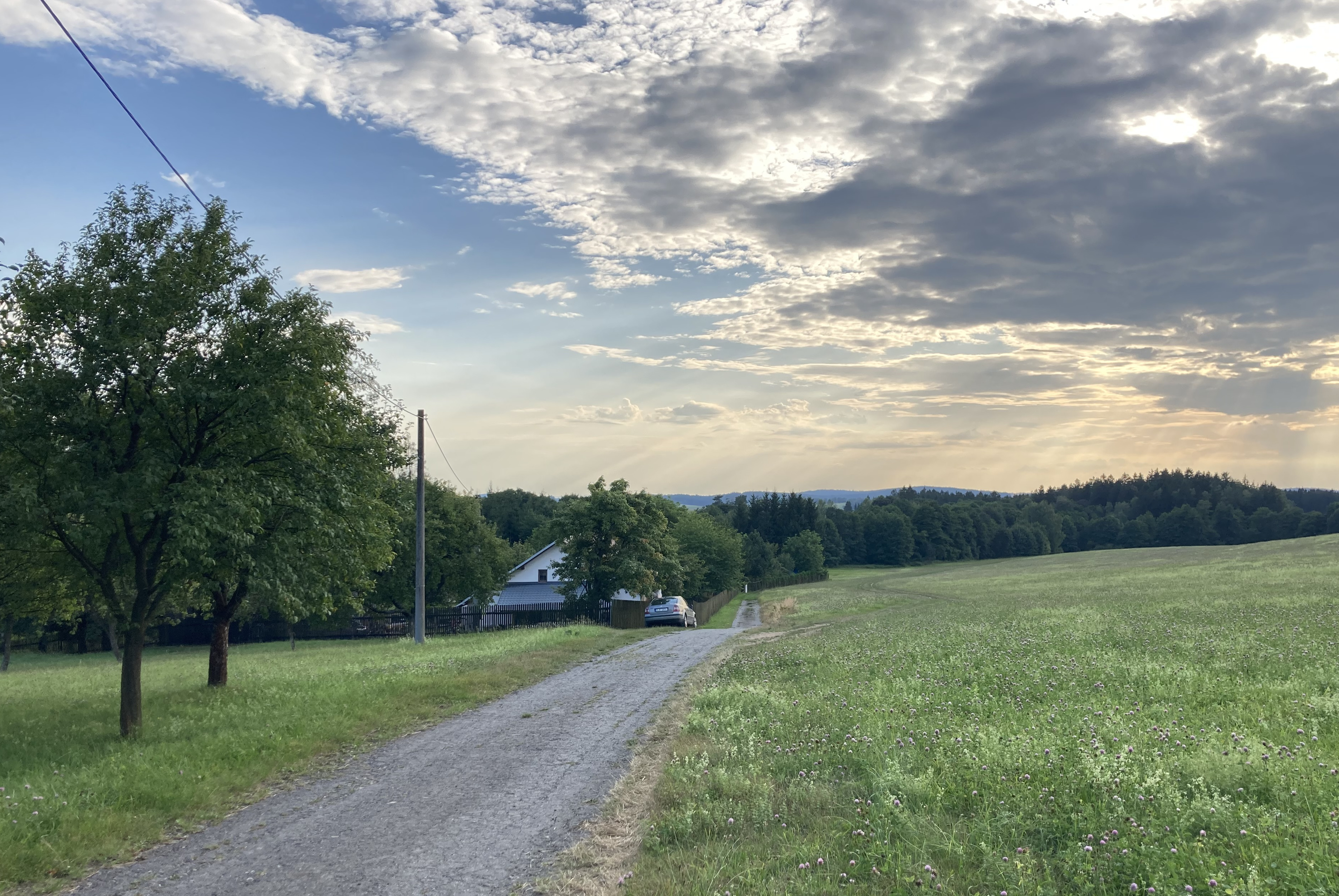
Čp. 59
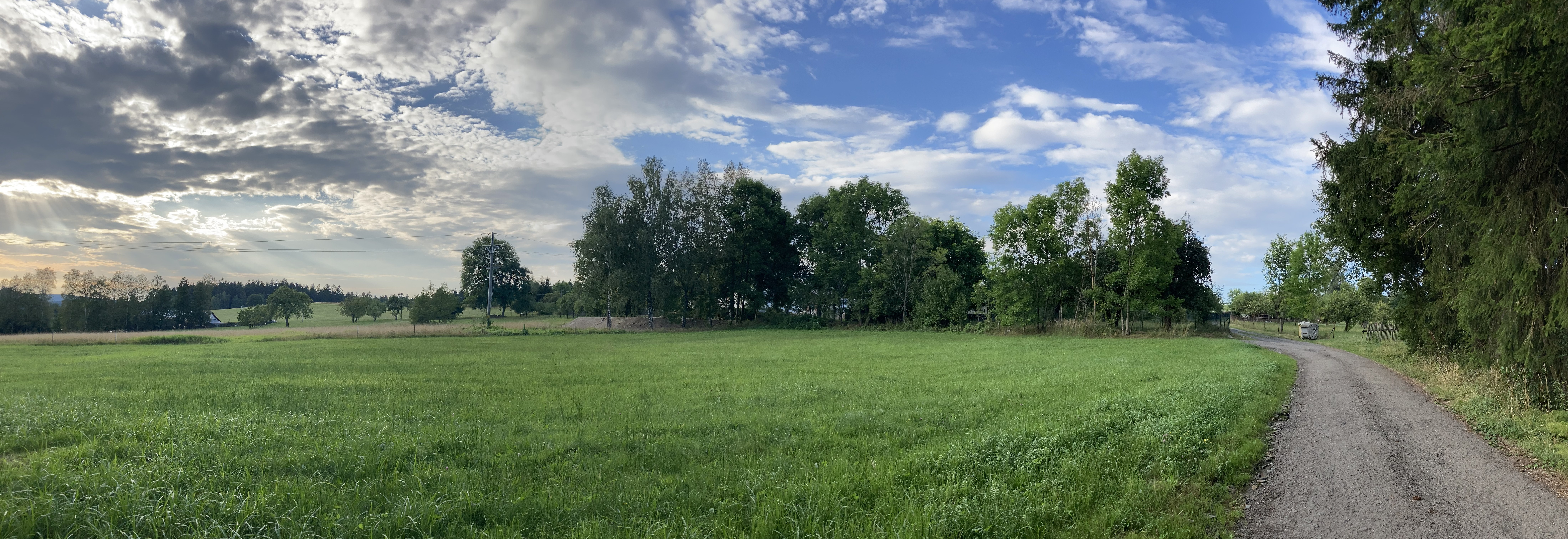
Panoramatický pohled na osadu od jihozápadu (2024)

## Historie
Již před rokem 1835 zde byla postavena chatrč pro pastevce. Kolem roku 1850 si zde postavil dům rychtář Josef Brychta z Počítek. Ten se staral o rozšiřování osady a prodával svoje pozemky. Bylo zde postaveno několik chalup a k nim přidělené pozemky byly rozděleny na čtvrtě (odtud název Čtvrtě). V současnosti zde stojí šest chalup, z nichž jsou trvale obydlené dvě.